# Мишин салаш
Мишин салаш је градска четврт Новог Сада.
Мишин салаш се налази на северној периферији града, источно од Великог рита и северно од Малог Београда. Југоисточно и североисточно од Мишиног салаша лоцирано је неуређено градско подручје.
У административном смислу, насеље је део месне заједнице "Видовданско насеље".